# Megistopus flavicornis
Espèce
Megistopus flavicornis, le fourmilion flavicorne, est une espèce d'insectes de l'ordre des Neuroptera (névroptères), de la famille des Myrmeleontidae.

## Distribution
Europe méridionale, du Portugal à la Turquie et à l'Ukraine, en France, dans le Midi et le sud-ouest de la côte atlantique.